# John Ringling

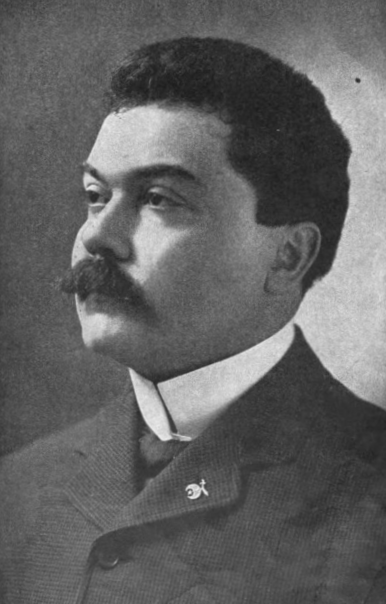
John Nicholas Ringling (Porträt, 1900)

John Ringling (* 31. Mai 1866 in McGregor (Iowa); † 2. Dezember 1936) war ein amerikanischer Unternehmer und Kunstsammler. Er gründete gemeinsam mit vier Brüdern 1884 den Ringling Brothers Circus, aus dem 1919 der Ringling Bros. and Barnum & Bailey Circus hervorging.

## Leben
Ringling wurde als fünftes von acht Kindern des deutschstämmigen Farmers August Ringling (ursprünglich Rüngeling) und der Marie Salomé Juliar geboren. 1870 gründeten vier seiner Brüder den ersten Zirkus, der ab 1884 Ringling Brothers Circus hieß. John Ringling stieg mit ins Zirkusgeschäft ein. 1907 heiratete Ringling Mable Burton. Im gleichen Jahr kauften die Brüder den Zirkus Barnum & Bailey, führten beide Zirkusse aber zunächst getrennt weiter. 1919 fusionierten die Zirkusse zu Ringling Brothers and Barnum & Bailey und bezeichneten sich von da an als „größte Show der Erde“. Sein Debüt feierte der neue Zirkus am 29. März 1919 im Madison Square Garden in New York City.
Schon 1909 richteten John und Mable Ringling eine private Winterresidenz in Sarasota, Florida, ein. Dort ließen sie sich einen von Dwight James Baum entworfenen Palast im Stil der venezianischen Gotik errichten, die Cà d’Zan, die 1926 fertig wurde. Ringling kaufte zahlreiche Grundstücke, Ölfelder und Eisenbahnen und wurde zu einem der reichsten Männer der Welt. Ab 1928 baute das Paar mit Unterstützung des Münchener Kunsthändlers Julius Wilhelm Böhler eine umfangreiche Kunstsammlung auf. Sie wurde zur Basis des John and Mable Ringling Museum of Art in Sarasota. Dem Museum hatte Ringling auch eine umfangreiche Bibliothek mit Bezug zur Sammlung, vor allem des Barock, sowie entsprechenden Auktionskatalogen angegliedert.